# Gorgesové

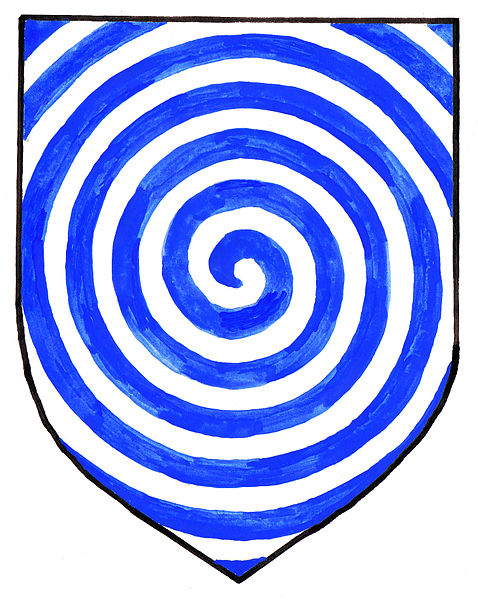
Původní a nejstarší erb rodu Gorgesů s heraldickým vírem, latinsky gurges

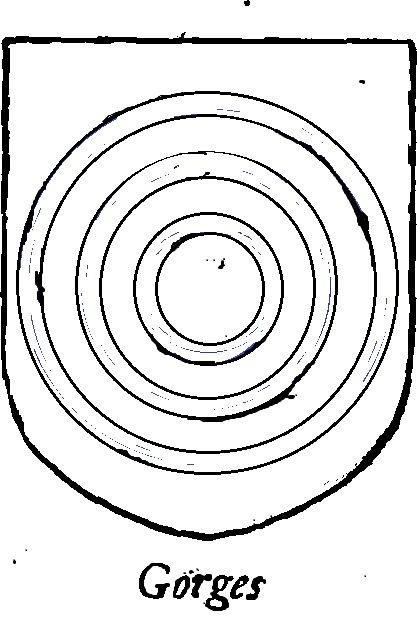
Jiné zobrazení nejstaršího erbu rodu Gorgesů s heraldickým vírem

Gorgesové jsou starobylý anglicko-normanský šlechtický rod s kořeny právě v Normandii. Normanský vladyka Rytíř Radulph de Gorges (ve francouzštině Seigneur Radulph de Château de Gorges) přišel do Anglie z kantonu Périers v departementu Manche v armádě Viléma Dobyvatele v roce 1066. Tím se začala psát historie šlechtického rodu Gorges v Anglii. Jeho potomek Roul de Gorges se oženil s dědičkou panství Morville a poté rodina získala panství Wraxall, Somerset a Bradpole v Dorsetu. Největší rozkvět rodiny Gorgesů se dostavil v 16. a 17. století.

## Historie rodu
Po bitvě u Hastings normanský vladyka Radulph de Gorges de Meurville získal rytířství. Jeho potomek Roul poté získává rozsáhlé pozemky panství Morville, Wraxallu a Bradpolu v Dorsetu.
Pravnuk Radulpha Ralph de Gorges byl královským maršálem anglického krále Eduarda I. v době válek v Gaskoňsku v r. 1293. Byl v opozici proti hraběti Gavestonovi z Cornwallu a tak byl příkazem v r. 1308 až do r. 1322 povolán do Parlamentu jako baron Gorges, jak je zaznamenáno v deskách Nomina Villarum. Zemřel v r. 1324 a jeho syn Ealph de Gorges se stal 2. baronem Gorges. Baron Ealph de Gorges zanechal 4 potomky: Jane, Elizabeth a Eleanor, jeho syn Ealph se nedožil dospělosti.
Rod byl tehdy zachován pouze po přeslici, manželem Eleanor byl sir Theobald Russell, který musel souhlasit s dohodou, že bude zachováno jméno Gorges, které bylo převzato Theobaldovými třemi syny - Thomasem, Bartholomewem a Ralphem. Tím došlo k vymizení původní francouzsko- normanské předpony de a vznikla v podstatě současná podoba jména (Gorges/ Görges).

### Panství v Knightonu a naostrově Wight
Jedná se o velké panství v Testa de Nevill, které držela rodina de Morcille. Hugh de Morville urozený pán z Westmorlandu (zemřel 1202) byl jedním ze 4 rytířů, kteří zavraždili arcibiskupa z Canterbury Tomáše Becketa v chrámu 29. prosince 1170. Poté rytíři uprchli do Knightonu, kde se nacházel hrad Huga de Morville Knaresborough v hrabství Yorkshire. Ve 13. století si dědička Johna (nebo Iva) de Morville) Eleanora vzala Ralpha de Gorges. Eleanora zemřela v roce 1292 a Ralphovi se podařilo panství udržet. V roce 1305 jejich potomek Ralph II. de Gorges pronajal panství Williamovi de Caleshale a jeho manželce na dobu jejich života. V roce 1316 se panství opět navrátilo do rukou Ralphovi.

### panství Tothill
Rodina Gorgesů je také spojena s tothilským panstvím, dnes ovšem nelze přesně určit, kde se nacházelo. Pravděpodobně se však jedná o tyto dvě možností:
- Tothil, hrabství Lincolnshire mezi Louth a Mablethorpe. Jedná se moderní vesničku u starověkého pahorku "Troubit Hill" s hradem Bailey. Na tomto místě byl v dobách vikinských nájezdů do anglosaské anglie poplašný maják, který byl v případě invaze rozsvícen.

- Panství Tothill na ostrově Wight. Je jisté, že rodina de Gorges měla poblíž Knoghtonu panství. Tothill je poprvé zmíněn v roce 1267 jako majetek Thomase de Aula a poté je zmíněn až v roce 1488 jako majetek Pána z Yaverlandu. Pánem z Yaverlandu byl Sir Willam Russell, který zemřel v roce 1311. Jeho syn a dědic Sir Ralph Russell si později vzal dceru Barona Ealpha de Gorges Eleanor de Gorges a musel souhlasit s podmínkou, že pokračovatelem rodin bude právě rod Gorgesů, neboť Baron Ealph neměl po smrti syna jiného dědice.

## Gorgesové z Langfordu

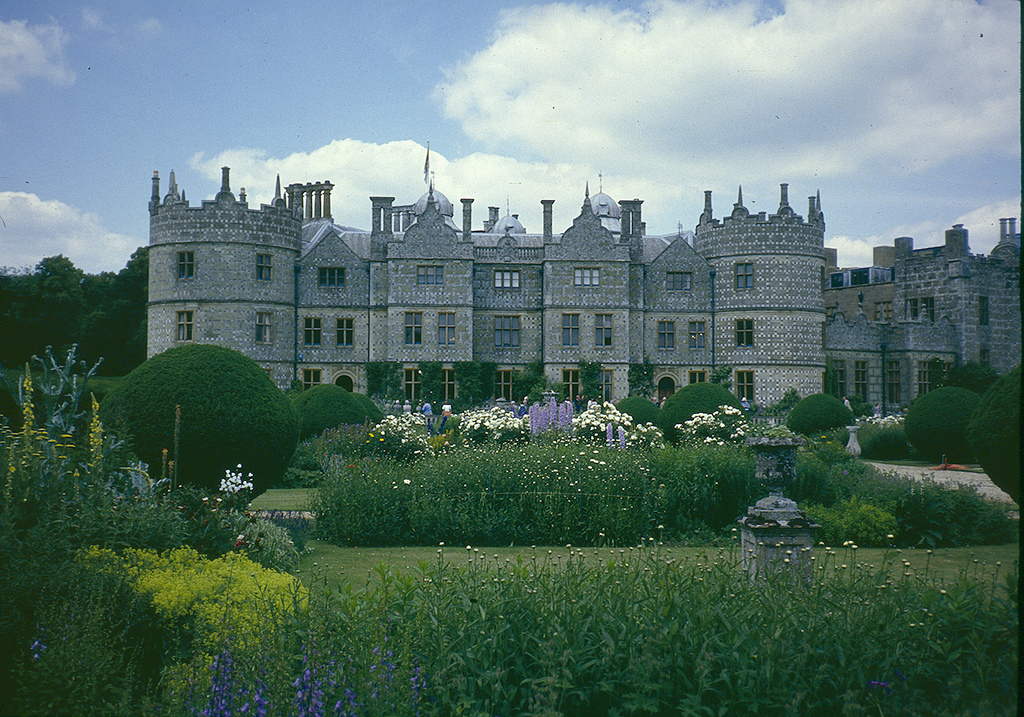
Zámek Langford (dnes Longford), sídlo Thomase Gorgese

V 16. století Sir Thomas Gorges (1536–1610), syn Edwarda Gorgese z Wraxallu a Mary Poynitz, příbuzný a dvořan královny Alžběty I., získal panství Langford (dnes Longford) ve Wilthshire. V roce 1573 zde staví zámek Langford za prostředky z ohromného bohatství, které získal ukořistěním španělských galeon s nákladem stříbra a zlata, jež byly zajaty v úžinách hradu Hurst, jehož byl v době útoku španělské Armady guvernérem. Jeho žena, Helena Snakenborg, markýza z Northamptonu, byla švédskou šlechtičnou. Právě její vliv se projevil při výstavbě zámku Langford, kde bylo užito švédského architektonického stylu. Markýza z Northamptonu byla velmi blízkou společnicí královny Alžběty I. Thomas a jeho žena mají dnes hrobku v Salisburské katedrále v jižní Anglii.

## Gorgesové, Baroni z Dundalku
Edward († 1650), syn Thomase Gorgese z Langfordu, byl jmenován Baronem z Dundalku v Irsku. On i jeho syn Richard, 2. baron z Dundalku (1622–1712) byli členy irského parlamentu za volební okrsek Ratoath. Baronský titul však zanikl Richardovou smrtí, (ačkoliv měl pravděpodobně syna[zdroj?]). Hrobka 2. barona z Dundalku je k vidění ve Stetchworthu v kostele sv. Petra v East Cambridgeshiru.

## Erb

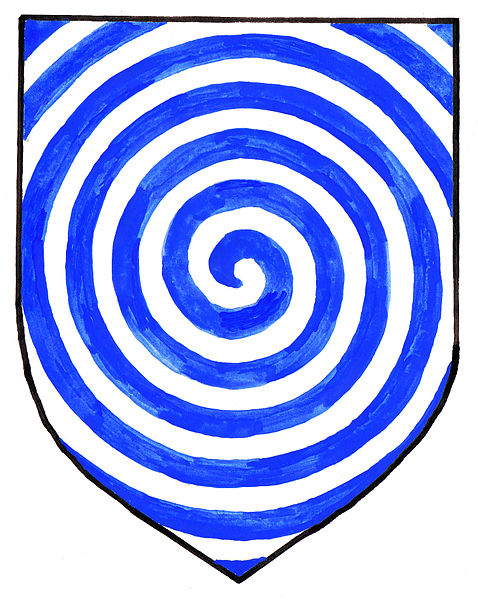
Argent, azurová barva Gorgesů. Tento původní a nejstarší erb byl užíván přímou linií rodiny Gorgesů v Tamerton Foliot. Tento znak byl také převzat prvním Baronem Gorgesem a stejně tak byl užíván po pohlcení rodiny Russellů de Morville. Je zaznamenán například v bitvě při obléhání hradu Caerlaverock v roce 1300 ve Skotsku.

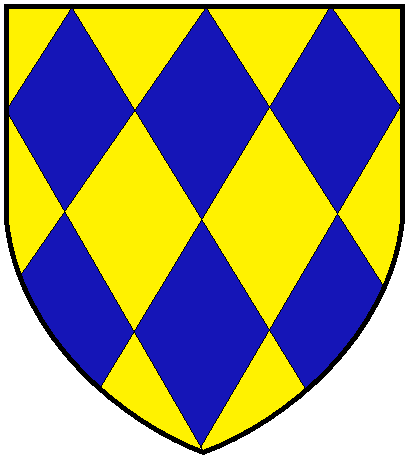
Erb Gorgesů de Morville zlaté a azurové kosočtverce. Tento znak přijal 1. Baron Gorges před rokem 1300 po získání panství Russellů de Morville a užíval ho spolu s původním rodinným erbem s vírem vycházejícím z latinského Gurges- vír

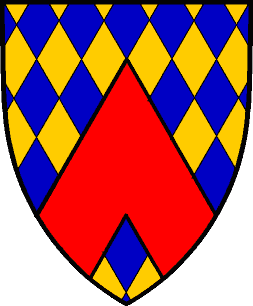
Nový erb přidělený v roce 1347 při obléhání Calais za stoleté války, nazývaný také moderním znakem Gorgesů: zlaté a azurové kosočtverce polcené rudou krokví. Tento erb užíval např. zakladatel kolonie Maine v Severní Americe Sir Ferdinando Gorges

Kromě původního erbu vznikl také po spojení s rodem Russellů erb se 3 zlatými a 3 modrými kosočtverci po dvou řadách, který byl užíván vedlejšími větvemi rodu, avšak většinou ve spojení s originálním erbem rodiny.
Až do roku 1347 byl druhý erb užíván beze změny, avšak při obléhání Calais si Sir John Warbleton, rytíř z Cheshire všiml, že jeho spolubojovník Sir Ralph Gorges, který mimo jiné bojoval na anglické straně v roce 1346 v bitvě u Kresčaku, nese stejný štít. Případ byl na místě vyřešen Hrabětem Marshalem, který vzhledem k tomu, že Sir Warbleton byl žalujícím, rozhodl v jeho prospěch. 19. července 1347 tak Ralph Gorges dostal do štítu rudou krokev. Erb s azurovým vírem lze vidět v kostele Tamerton Foliot a na střeše kapitulního kostela v Chagfordu v Devonu.

## Někteří členové
- sir Arthur Gorges (1569–1625) - básník, překladatel a dvořan, jeho žena lady Douglas Howard byla potomek lorda Thomase Howarda, 3. vévody z Norfolku a strýce Anny Boleynové a otce Catherine Howard, manželek Jindřicha VIII.

- sir Tristram Gorges (1562–1608) - byl kapitánem pod velením sira Francise Drakea, bojoval proti slavné španělské Armaděa stal se věznitelem Dona Pedra De Valdez.

- sir Ferdinando Gorges (1565–1647) - otec anglické kolonizace Ameriky. 1622 založil provincii Maine,

## Raymond Gorges, historik rodiny Gorgesů
Většina dochované dokumentace o rodině Gorgesů (ve střední Evropě Görgesové) se nachází na University of Virginia, kde se nachází cca 5000 položek k letem 1616–1940. Dle těchto materiálů a dalšího výzkumu napsal Raymond Gorges knihu "Příběh rodiny skrze jedenáct století, Dějiny rodiny Gorgesů" (v originále The Story of a Family through Eleven Centuries, History of the Gorges Family), kterou publikovala v Bostonu, USA v roce 1944 po jeho smrti jeho žena. Kniha poskytuje vynikajícího průvodce, neboť byla napsána jako rodokmen Raymonda Gorgese. Dokumenty obsahují genealogické informace a historii rodiny, která v knize začíná rokem 1066, tedy dobou, kdy rodina byla ve Francii- Normandii- a vyloděním Normanů v čele s Vilémem I. Dobyvatelem v Anglii. Kniha také obsahuje individuální biografie a informace o kariéře a vzdělání některých členů rodu. Kniha také obsahuje korespondenci pana Gorgese spojenou s jeho výzkumem. Jedná se o vynikající kolekci historických materiálů a informací o rodině Gorgesů, Anglii i Irsku a zejména pak o dějinném proplétání dvou národů.